# Pseudacteon nudicornis
Pseudacteon nudicornis är en tvåvingeart som beskrevs av Borgmeier 1925. Pseudacteon nudicornis ingår i släktet Pseudacteon och familjen puckelflugor. Inga underarter finns listade i Catalogue of Life.